# Olga Andersen
Olga Andersen (1886 – 1939) foi uma política norueguesa do Partido Comunista.
Anderson começou sua carreira profissional como empregada doméstica e, posteriormente, recebeu formação para alfaiates. Ela ingressou no Partido Comunista em 1923, tornando-se sua secretária de assuntos sobre as mulheres, em 1928. Também também foi delegada no Sexto Congresso Comintern em 1928. Em 1927 e 1933, concorreu ao parlamento.